# Терещенко Петро Петрович
Терещенко Петро Петрович — український організатор кіновиробництва.
Народ. 7 грудня 1941 р. в родині селянина. Закінчив Київський інститут народного господарства (1966).
Працює на Київській кіностудії ім. О. П. Довженка.
Був директором картин: «Р. В. Р.» (1977), «Віщує перемогу» (1979), «Мужність» (1980, т/ф), «Подолання» (1983), «Все починається з любові» (984), «Пароль знали двоє» (1985), «Рік теляти» (1986), «Грішник» (1988), «Допінг для ангелів» (1989), «Козаки йдуть» (1991), «Заручники страху» (1992), «Дорога на Січ» (1994), «Вальдшнепи» (1996) та ін.
Член Національної Спілки кінематографістів України.